# کبوترخانه میبد
کبوترخانۀ میبد سازه‌ای است که به جهت لانه گزینی پرنده‌ها به خصوص کبوترها در خاورمیانه و اروپا ساخته می‌شود، کاربرد عمده این بناها جمع‌آوری مدفوع پرندگان جهت استفاده در کشاورزی، دباغی، چرم‌سازی و ساخت باروت است. کبوترخانه‌ها از جمله نخستین سازه‌هایی هستند که رابطه انسان با پرندگان و درک اهمیت ماکیان را به خوبی برای ما روشن می کنند.

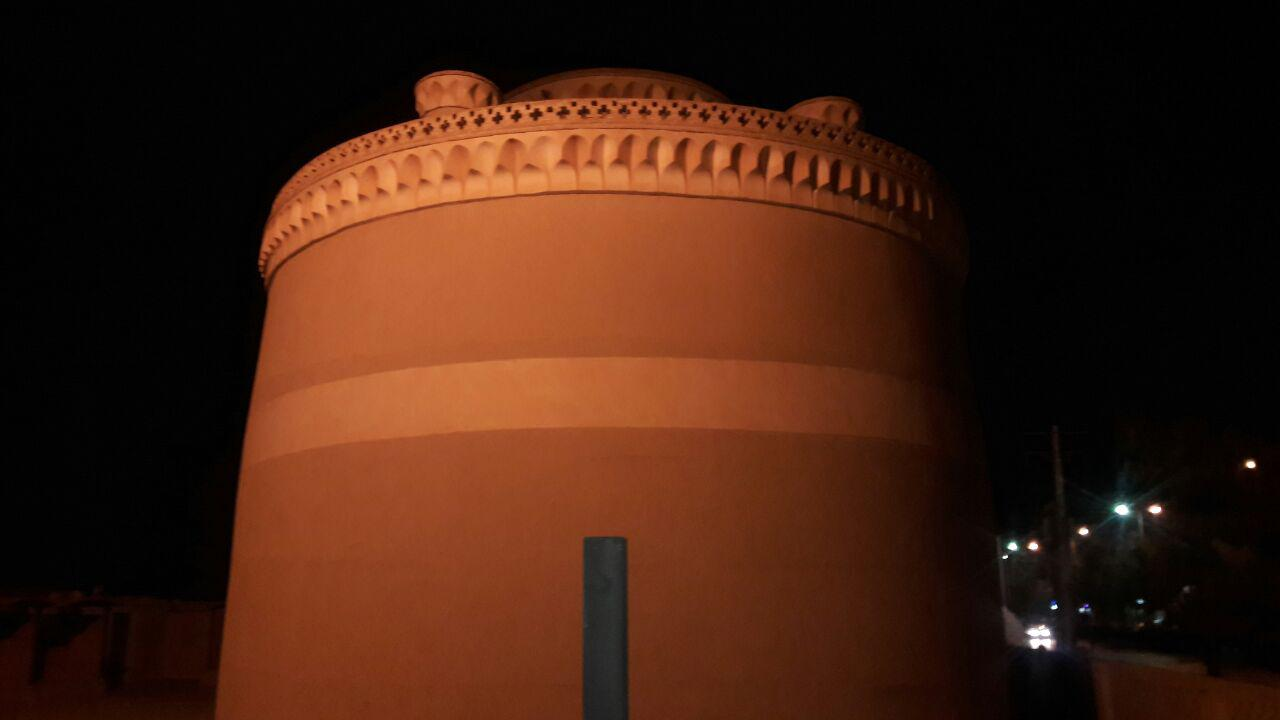

## کبوترخانه چیست؟
تاریخچه کبوترخانه‌ها و این که در چه زمانی یا کجا با هدف بهره‌برداری از مدفوع پرنده‌ها به خصوص کبوترها به عنوان کود ساخته شدند به‌طور دقیق مشخص نیست، اما شواهد این سازه‌ها در ایران به ۱٬۲۰۰ سال پیش می‌رسد.
در گذشته توجه و احترام انسان به سایر موجودات زنده قابل تحسین بود، به نحوی که در معماری آن دوران نیز تأثیر داشت و بناهایی مختص حیوانات ایجاد می شد، مانند "کبوترخانه" یا "برج کبوتر" که به "ورده"، "برج حمام" و "کَفتَرخان" نیز شهرت داشت. این بنا محلی برای آشیانه کردن و نگه داری از کبوتران بود. اغلب کبوترخانه ها به صورت برج های استوانه ای هستند و درون دیوارهای داخلی آن ها سوراخ هایی جهت آشیان کردن پرندگان ایجاد شده است.

## منطقه جغرافیایی کبوترخانه ها
برج های کبوتر فقط در ایران موجود نیستند بلکه در کشورهایی مانند افغانستان، عراق، ترکیه، مصر، انگلستان، فرانسه، اسپانیا، آمریکا و برخی کشورهای دیگر نیز مشاهده می شوند. با این که این سازه از اهمیت بالایی در صنعت کشاورزی برخوردار بوده است، اطلاعات چندان دقیق و کاملی در مورد آن ها وجود ندارد.

## برج کبوترخانه میبد
در دوران قاجار در شهر میبد "برج کبوترخانه" را در قسمت جنوب شرقی باروی قدیم شهر با خشت و گل به شکل استوانه ای بنا کردند. ارتفاع این برج سه طبقه حدوداً ۸ متر است. درون بنا ۴ هزار آشیانه برای کبوتران ساخته شده است. سایز هر لانه در این برج به اندازه یک کبوتر حدوداً ۲۰ × ۲۰ سانتی متر است. روی بام بنا، ۴ برجک کوچک و یک برجک بزرگ جهت رفت‌وآمد کبوتران ایجاد شده است. ابعاد روزنه های ورودی به اندازه ای است که فقط کبوتران و پرندگان کوچک می توانند از آن عبور کنند و پرندگان مهاجم قادر به رفت‌وآمد از آن نیستند. همین امر امنیت کبوتران را تامین می کند.
برج کبوترخانه میبد که با شماره ۱۶۹۱ در فهرست آثار ملی ایران به ثبت رسیده است. این اثر تاریخی در جنوب شرق باروی قدیم شهر ساخته شده و در حال حاضر اداره آن را فرمانداری میبد بر عهده دارد. 

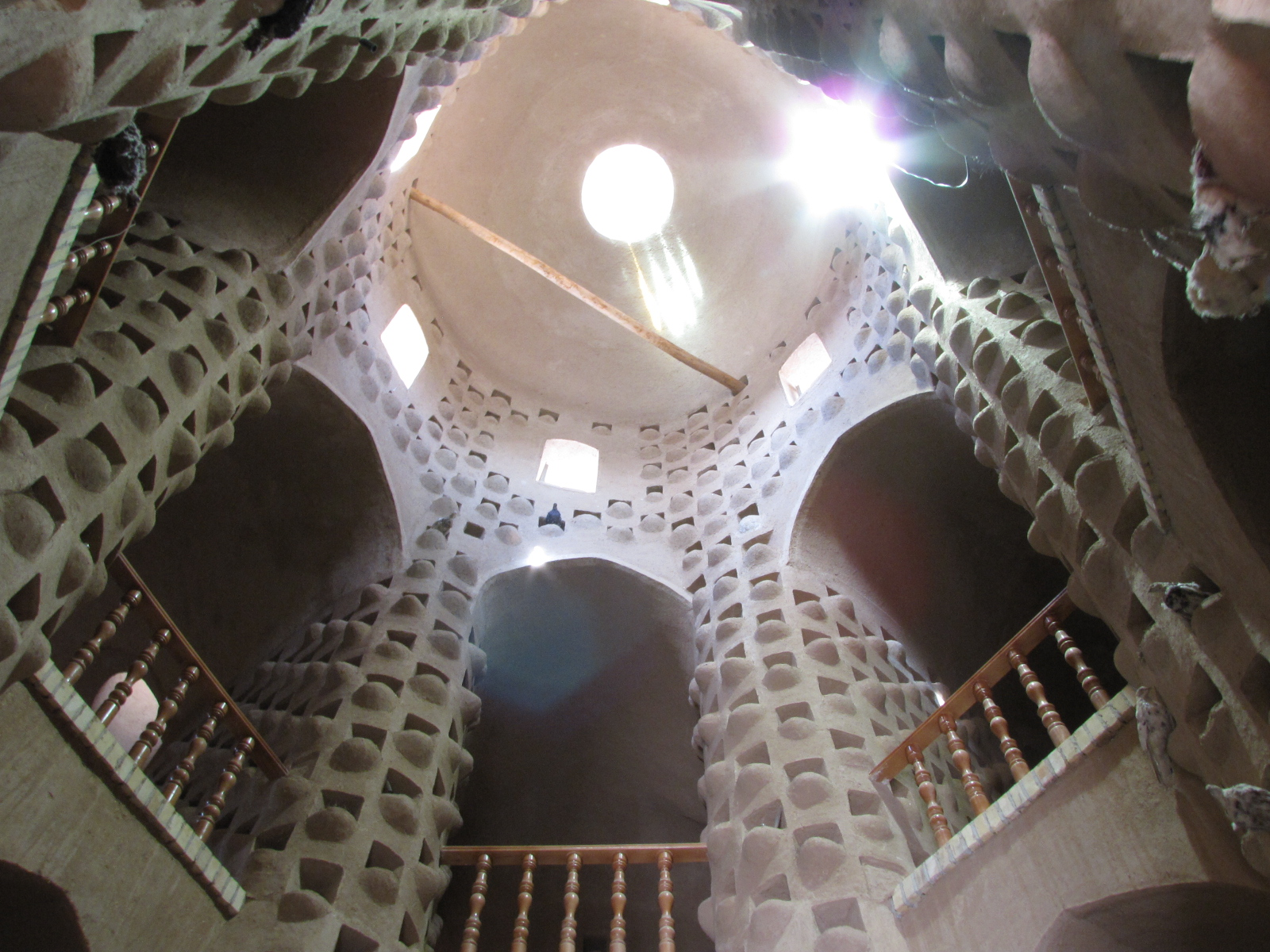

### طراحی برج کبوترخانۀ میبد
بنا به گونه‌ای طراحی شده است که درون آن در تابستان خنک و کبوتران در زمستان از وزش بادهای سرد در امان هستند. نمای بیرونی برج نقش و نگارهای تزئینی دارد. نوار سفید رنگی نیز به دور برج کشیده شده است که هم به زیبایی آن می افزاید و هم باعث جذب کبوتران به سمت برج می شود.